# Pierre Lemoine (architecte)
Pour les articles homonymes, voir Pierre Lemoine et Lemoine.
Pierre Julien Yves Marie Lemoine, ou plus simplement Per Lemoine, né le 4 août 1927 à Maël-Carhaix, et mort le 19 octobre 2023 à Plouguernével,, est un architecte et un militant breton.

## Origines familiales
Issu d'une longue lignée de notaires et de médecins, il descend du député Jacques Quéinnec (1755-1817), surnommé le Conventionnel. À ce titre, il est apparenté au député Antoine Caill, au conseiller d'État Pierre Bordry, au père Michel Jaouen et son frère, le vice-amiral Hervé Jaouen, au sénateur Yves Le Bot et au ministre Joseph Fontanet. C'est aussi un petit-neveu de Guillaume Le Roux, administrateur du Finistère pendant la Révolution.   
Son grand-père, Jules Lemoine (1845-1892), était médecin et son grand-oncle, Corentin Lemoine (1834-1886), était notaire, conseiller général (1880-1886) et maire de Maël-Carhaix. Son arrière-grand-père, Jean Julien Joseph Lemoine (1801-1872) fut aussi notaire, maire et conseiller général de Maël-Carhaix de 1848 à 1862. Jean Lemoine était l'oncle maternel de Jean-Hubert Bouché. 
Ses grands-parents maternels sont le docteur Alexis Le Cuziat (1855-1941), médecin de marine de 1ère classe puis médecin-chef de l'asile d'aliénés de Bégard, chevalier de la Légion d'honneur, et Rose Marie Anne Chicoineau, elle-même fille de Victor Chicoineau, ingénieur des Ponts-et-Chaussées, chevalier de la Légion d'honneur. Rose Marie Anne Chicoineau était cousine germaine par alliance du peintre Léon Hamonet.   

## Vie familiale
Il épouse le 11 octobre 1962 en la Cathédrale Saint-Louis des Invalides Maryvonne Vallerie, fille du contrôleur général Pierre Vallerie, ancien président de l'Association bretonne (1968-1972), et sœur de l'historien Erwan Vallerie.

## Militantisme breton
Il apprend le breton avec Marguerite Gourlaouen, et suit les cours par correspondance de Skol Ober ainsi que ceux dispensés au foyer culturel breton de Paris Kêr-Vreiz. Il a participé régulièrement pendant 10 ans au Kamp Etrekeltiek ar Vrezhonegerien, avec Vefa de Bellaing, Xavier de Langlais, Ronan Huon et Maodez Glanndour.
Il est membre de l’Institut culturel de Bretagne, et ancien président de la section Relations internationales. Il est également cofondateur du Mouvement pour l'organisation de la Bretagne.
En 1955, Pierre Lemoine crée à Brest avec d’autres militants bretons, la revue Ar Vro puis par la suite Jeune Bretagne qui devient ensuite L'Avenir de la Bretagne; il est collaborateur habituel d’Armor Magazine.
Il fut administrateur du Kuzul ar Brezhoneg depuis l'origine et pendant environ 20 ans.
Il est membre fondateur en 1949 de l’Union fédéraliste des communautés ethniques en Europe (UFCE). Il en est vice-président de 1980 à 1986, puis président pour l'Europe de 1986 à 1990. Il représente l’UFCE au Conseil de l'Europe pendant 17 ans à partir de 1990 et à l'OSCE depuis 1992.
Commandeur de l’Ordre de St Jean (Danemark), il est également décoré de l'ordre de l'Hermine en 1994 et de l'Ordre du Combattant européen.
Il fut le président du Foyer de jeunes européens de Menez Kamm, ouvert dans la propriété de la comtesse Vefa de Saint-Pierre. Il est aussi le fondateur du Comité d'Action Régionale de Bretagne en 1961.
Il est l'inspirateur du Livre Bleu de la Bretagne, qui, sans lui, n'aurait pu être ni rédigé ni publié, ce que rappelle souvent Louis Mélennec dans ses chroniques.

## Jersey
Il s'est installé à Jersey en 1971, où il est devenu le président de la Société Jersiaise de Bienfaisance ; il a aussi tenté de construire un foyer breton, mais les autorités locales, y compris catholiques se sont opposées à ce projet.

## Distinctions
Ordre de Saint-Jean de Jérusalem